# Osgoodomys banderanus
Osgoodomys banderanus (J. A. Allen, 1897) è un roditore della famiglia dei Cricetidi, unica specie del genere Osgoodomys (Hooper & Musser, 1964), endemico del Messico.

## Etimologia
Il genere è dedicato allo zoologo statunitense Wilfred Hudson Osgood, mentre l'epiteto specifico trae origine dalla valle de Banderas, nello stato messicano di Nayarit, dove fu catturato l'olotipo.

## Descrizione

### Dimensioni
Roditore di piccole dimensioni, con la lunghezza della testa e del corpo tra 100 e 120 mm, la lunghezza della coda tra 107 e 132 mm, la lunghezza del piede tra 22 e 25 mm, la lunghezza delle orecchie tra 16 e 23 mm e un peso fino a 68 g.

### Caratteristiche craniche e dentarie
Il cranio è stretto e presenta una porzione posteriore allungata, delle creste sopra-orbitali ben sviluppate e una bolla timpanica relativamente piccola.
Sono caratterizzati dalla seguente formula dentaria:

### Aspetto
Le parti dorsali variano dal bruno-rossastro al marrone scuro, mentre le parti ventrali sono bianco crema, talvolta con una grossa macchia giallo-brunastra sul petto. I piedi sono bianchi con una macchia dorsale più scura. Le piante sono parzialmente o totalmente prive di peli. La coda è più lunga della testa e del corpo, è priva di peli, rivestita di scaglie, scura sopra, bianca o giallastra sotto.

## Biologia

### Comportamento
È una specie parzialmente arboricola e notturna, sebbene gran parte delle catture siano avvenute sul terreno. Vive solitariamente gran parte della sua vita e costruisce nidi sferici nelle cavità degli alberi o sul terreno con foglie ed altre parti vegetali.

### Alimentazione
Si nutre di semi, frutta ed insetti.

### Riproduzione
Gli accoppiamenti avvengono da febbraio a ottobre. Femmine gravide con un singolo embrione sono state catturate da aprile a giugno.

## Distribuzione e habitat
Questa specie è diffusa lungo le coste pacifiche del Messico negli stati centro-occidentali da Nayarit a Guerrero.
Vive tra ammassi rocciosi e radici affioranti all'interno di foreste tropicali decidue, boscaglie aride, praterie, pinete e vegetazione ripariale tra 1.200 e 1.400 metri di altitudine.

## Tassonomia
Sono state riconosciute 2 sottospecie:
- O.b.banderanus: Nayarit, Jalisco, Colima, Michoacán, Guerrero orientale;
- O.b.vicinior (Osgood, 1904): Michoacán sud-orientale, Guerrero occidentale.

## Conservazione
La IUCN Red List, considerato il vasto areale e la popolazione presumibilmente numerosa, classifica O. banderanus come specie a rischio minimo (Least Concern).